# Salmān Tappeh
Salmān Tappeh (persiska: سلمان تپه) är en ort i Iran.   Den ligger i provinsen Kermanshah, i den västra delen av landet, 500 km väster om huvudstaden Teheran. Salmān Tappeh ligger 614 meter över havet och antalet invånare är 119.
Terrängen runt Salmān Tappeh är varierad.Runt Salmān Tappeh är det ganska tätbefolkat, med 155 invånare per kvadratkilometer. Närmaste större samhälle är Sarpol-e Z̄ahāb, 6,5 km sydväst om Salmān Tappeh. Trakten runt Salmān Tappeh består till största delen av jordbruksmark.